# William Buckland
William Buckland, född 12 mars 1784 i Axminster i Devon, död 14 augusti 1856 i Islip i Oxfordshire, var dekan för Westminster Abbey. Han är dock mest känd som geolog och paleontolog och var den som först beskrev en dinosaurie, som han kallade Megalosaurus. Hans arbete som visade att Kirkdalegrottan hade fungerat som lya åt förhistoriska grotthyenor prisades som ett exempel på att man kunde rekonstruera händelser från det förflutna genom en vetenskaplig analys, vilket förlänade honom Copleymedaljen 1822. Han var pionjär när det gällde att utnyttja fossila exkrementer, vilka han gav namnet koproliter, för att rekonstruera svunna ekosystem.
Buckland var förespråkare för gap-kreationism, vilken tolkade bibelns redogörelse för skapelsen som att det förekommit två perioder av skapelse som var skilda av en längre period. Denna "kompromisslösning"  uppstod i det sena 1700- och tidiga 1800-talet som ett försöka att förena bibelns text och de geologiska upptäckter som pekade mot att jorden var mycket gammal. I början av sin karriär trodde han att han funnit belägg för syndafloden, men senare blev han övertygad om att Louis Agassiz' nedisningsteori gav en bättre förklaring och han kom att spela en stor roll för spridningen av denna teori i Storbritannien.
Buckland blev 1813 universitetslektor i mineralogi och 1819 docent i geologi vid University of OxfordHan valdes till fellow i Royal Society 1818. Han utsågs 1845 till dekan i Westminster Abbey i London. Hans samlingar utgjorde grunden för Oxford University Museums geologiska samlingar.
Hans främsta verk är Reliquiæ Diluvianæ (andra upplagan 1824) samt Geology and Mineralogy Considered with Reference to Natural Theology (1836, fjärde upplagan 1868; "Geologi och mineralogi, betraktade med hänseende till den naturliga teologien", 1845). Den senare volymen hör till de så kallade "Bridgewateravhandlingarna". Buckland försöker ge en teologisk förklaring av geologiska fakta. 
Bland hans övriga skrifter märks Description of the South-Western Coal Districts of England (1825) och flera paleontologiska avhandlingar; han beskrev bland annat fynd av dinosaurien Megalosaurus redan 1822. Han tilldelades Copleymedaljen 1822 och Wollastonmedaljen 1848. Han var far till Frank Buckland.

## Ungdom och universitetstid

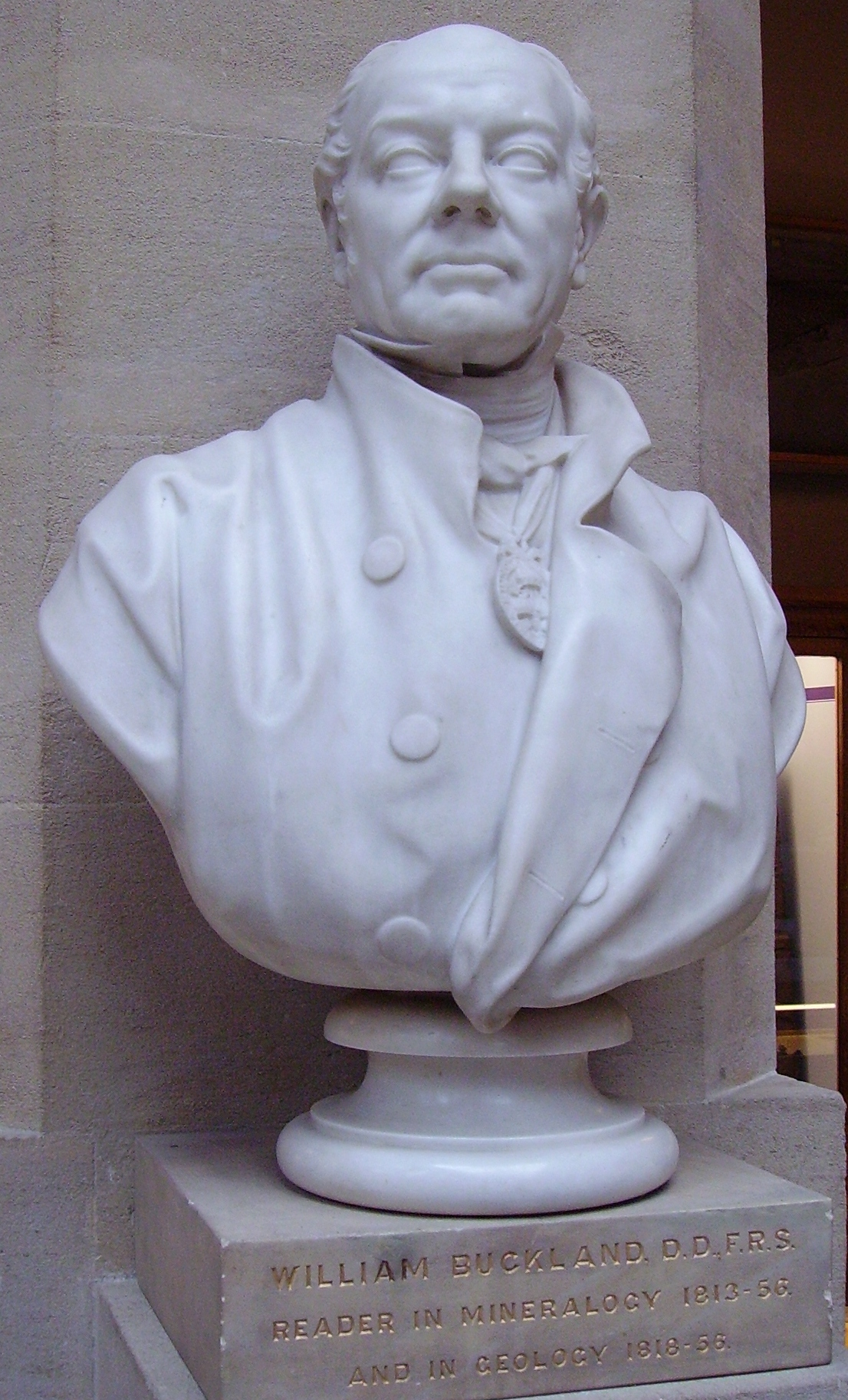
Byst föreställande William Buckland, på Oxford University Museum of Natural History.

Buckland föddes i Axminster i Devon den 12 mars 1784 som äldste son till Charles Buckland, som var kyrkoherde (rector) för Templeton och Trusham, och hans fru Elisabeth. Hans far, som var intresserad av vägförbättringar, tog ofta med honom till de lokala stenbrotten där de samlade ammoniter och andra fossil från Liasperioden.
Han började i Blundell's School i Tiverton, Devon 1797, fortsatte året därpå till Winchester College och 1801 började han studera till präst vid Corpus Christi College vid University of Oxford, där han tog sin B.A. 1804. William Broderip kom till Oxford 1807 och hans samlingar fick fart på Bucklands slumrande geologiintresse. Buckland fann även tid att följa John Kidds lektioner i mineralogi och kemi likväl som Christopher Pegges i anatomi. Han fick sin M.A. 1808 och samma år blev han prästvigd (deacon i mars, vicar i juni). Han företog därefter geologiska exkursioner till häst i England, Wales, Skottland och Irland fram till 1812. Efter att John Kidd slutat tog Buckland över som föreläsare i mineralogi 1813 och flyttade in i bottenvåningen på Old Ashmolean. Hans föreläsningar blev mycket populära och bland besökarna märks Henry Acland som spelade en stor roll vid tillkomsten av Oxford University Museum. Buckland fungerade också som "inofficiell kurator" för Ashmolean Museums samlingar och visade välvilligt runt besökare. En rundresa i Europa 1816 tog honom till Tyskland, Polen, Österrike, Italien, Schweiz och Frankrike och under denna resa gjorde han viktiga insamlingar, observationer och bekantskaper. Georges Cuvier besökte honom i Oxford 1818 och visades då de stora benen från Stonesfield - de som sedermera skulle komma att beskrivas som Megalosaurus. Buckland valdes till fellow i Royal Society 1818.

## Kirkdalegrottan och syndafloden

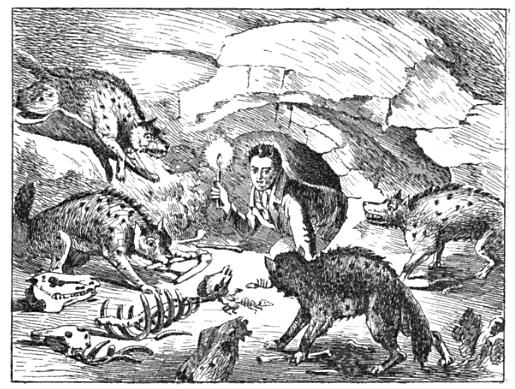
Karikatyr av William Conybeare föreställande när Buckland stack in huvudet i hyenornas lya 1822.

Buckland övertalade prinsregenten (den blivande Georg IV) att instifta ett lektorat (readership) vid University of Oxford i Geologi och höll sitt installationstal den 15 maj 1819. Talet publicerades 1820 som Vindiciæ Geologiæ; eller förklaring av geologins samband med religionen och var ett försvarstal för den nya vetenskapen geologi som försökte förklara sambandet mellan beläggen från geologin och bibelns berättelser om skapelsen och, speciellt, syndafloden. Vid en tid då James Huttons uniformism ("uniformitarianism") så smått började tränga undan den tidigare katastrofismen, vidareutvecklade Buckland den senare genom att "tänja ut" perioden mellan jordens skapelse och skapelsen av de organismer som bebor den idag, så att hans teori blev en sorts gammaljordskreationism eller gap-kreationism. Han ansåg att syndafloden som ägt rum på Noas tid bara var den sista av en rad katastrofer som drabbat jorden under sin långa historia och att den inte var ansvarig för bildandet av alla sediment och landformer, utan bara ytformer som exempelvis flyttblock, ansamlingar av grus, floddalar och liknande strukturer.
Från sina undersökningar av fossila ben i den nyupptäckta Kirkdalegrottan i Yorkshire drog han slutsatsen att grottan hade bebotts av grotthyenor före syndafloden och att fossilen var rester efter hyenorna och deras bytesdjur och inte efter kroppar som förts dit från tropikerna med syndafloden som andra först hävdat. 1822 skrev han:

It must already appear probable, from the facts above described, particularly from the comminuted state and apparently gnawed condition of the bones, that the cave in Kirkdale was, during a long succession of years, inhabited as a den of hyaenas, and that they dragged into its recesses the other animal bodies whose remains are found mixed indiscriminately with their own: this conjecture is rendered almost certain by the discovery I made, of many small balls of the solid calcareous excrement of an animal that had fed on bones... It was at first sight recognised by the keeper of the Menagerie at Exeter Change, as resembling, in both form and appearance, the faeces of the spotted or cape hyaena, which he stated to be greedy of bones beyond all other beasts in his care.

Trots att han fått viss kritik, har Bucklands analys av Kirkdalegrottan och andra grottor allmänt setts som en modell för hur en noggrann analys kan återskapa jordens förflutna och han belönades med Royal Societys Copleymedalj 1822 för sitt arbete. Vid överlämnandet sa sällskapets ordförande Humphry Davy:

by these inquiries, a distinct epoch has, as it were, been established in the history of the revolutions of our globe: a point fixed from which our researches may be pursued through the immensity of ages, and the records of animate nature, as it were, carried back to the time of the creation.

Medan Bucklands analys övertygade honom att benen som hittades i Kirkdalegrottan inte hade förts dit av en världsomfattande översvämning trodde han fortfarande att det tunna lager lera som täckte hyenornas kvarlevor hade avsatts av den följande "universella översvämningen" Han utvecklade dessa tankar i sitt stora vetenskapliga verk Reliquiæ Diluvianæ, eller observationer av de organiska kvarlevorna som säkerställer den universella övervämningens verkningar som utkom 1824 och blev en bästsäljare. Men under nästa årtionde, allteftersom geologin gjorde framsteg och Buckland fick kritik från bland andra John Fleming, ändrade han uppfattning. I sin berömda Bridgewateravhandling 1836 erkände han att den bibliska syndafloden inte kunde bekräftas av geologiska belägg.
Efter 1840 ivrade han för att vad som hade varit bevis för en universell översvämning två årtionden tidigare i stället var bevis för en större nedisning.

## Megalosaurusoch giftermål

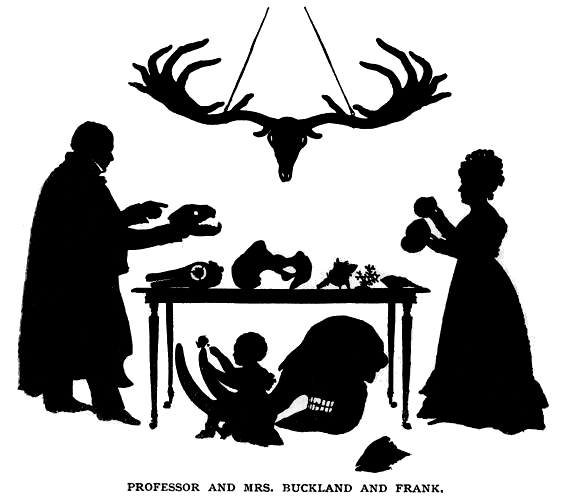
Silhuett av Bucklands familjeliv.

Buckland fortsatte att bo på Christus Corpi College och 1824 blev han ordförande för Geological Society of London, där han offentliggjorde upptäckten av en jättelik reptil som han kallade Megalosaurus ("jätteödla") vid Stonesfield, Oxfordshire, och gjorde den första beskrivningen av vad vi idag kallar dinosaurie (en term som myntades 1842 av Richard Owen). Upptäckten som gjorts flera år tidigare (John Kidd nämnder fynden redan 1815 och Cuvier hade blivit förevisad dem vid sitt besök 1818) var möjligen inte Bucklands egen och James Parkinson hade redan 1822 i skrift benämnt djuret Megalosaurus.
Han sade upp sitt college fellowship 1825 och planerade att flytta till Stoke Charity i Hampshire men utsågs samma år till kanik vid Christ Church, vilket var en av de största akademiska utmärkelser man kunde få. I december 1825 gifte han sig med Mary Morland från Abingdon, Oxfordshire som var en skicklig tecknare (hon hade redan illustrerat verk av både William Conybeare och Georges Cuvier) och samlade även fossil själv. Deras "smekmånad" bestod av en årslång rundresa i Europa under vilken de besökte fyndplatser och geologer. Mary födde nio barn, varav fem överlevde till vuxen ålder, och bistod sin make i hans arbete. Deras son, Frank Buckland, blev en välkänd naturhistoriker, författare och fiskeriinspektör. Hemmet, förutom att vara fyllt av fossil och uppstoppade djur, omvandlades mer eller mindre till ett menageri med djur som marsvin, rävar, ugglor, grodor och en stor sköldpadda. Vid ett tillfälle fick Mary täcka köksbordet med pajdeg för att de skulle kunna jämföra denna sköldpaddas fotspår med avtryck i sandsten.

## Den röda damen från Paviland

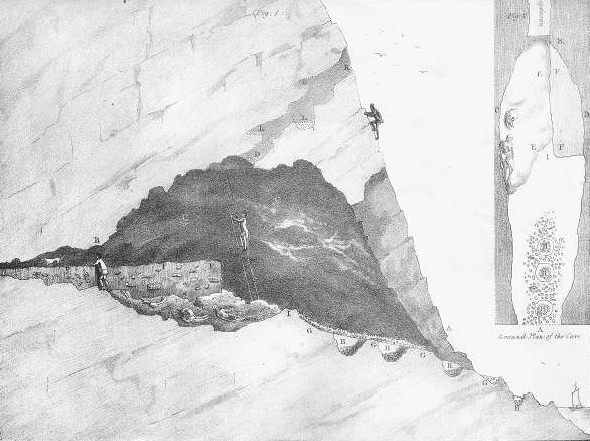
Goat's Hole, eller Pavilandgrottan. Ur Bucklands Reliquiæ Diluvianæ.

Den 18 januari 1823 klättrade Buckland ner till Pavilandgrottan på Gowerhalvön i södra Wales och upptäckte ett skelett av människa färgat av rödockra som han kallade den Röda damen från Paviland, eftersom han trodde att det var kvarlevorna efter en romersk prostituerad kvinna eller häxa från trakten (efter att först ha trott att den var en manlig skatteindrivare eller kustvakt!). Fastän han hittade benen tillsammans med ben av utdöda däggdjur (inklusive mammut) delade han Georges Cuviers uppfattning att människor inte hade existerat samtidigt med de utdöda djuren och sålunda måste det röra sig om en grav som grävts i äldre lager i historisk tid, möjligen av samma människor som uppfört närliggande "romerska befästningar" (som var en järnåldersbosättning), och inte ett mänskligt offer från syndafloden. C14-datering har visat att skelettet är cirka 33 000 år gammalt.

## Koproliter och näringskedjan under Lias

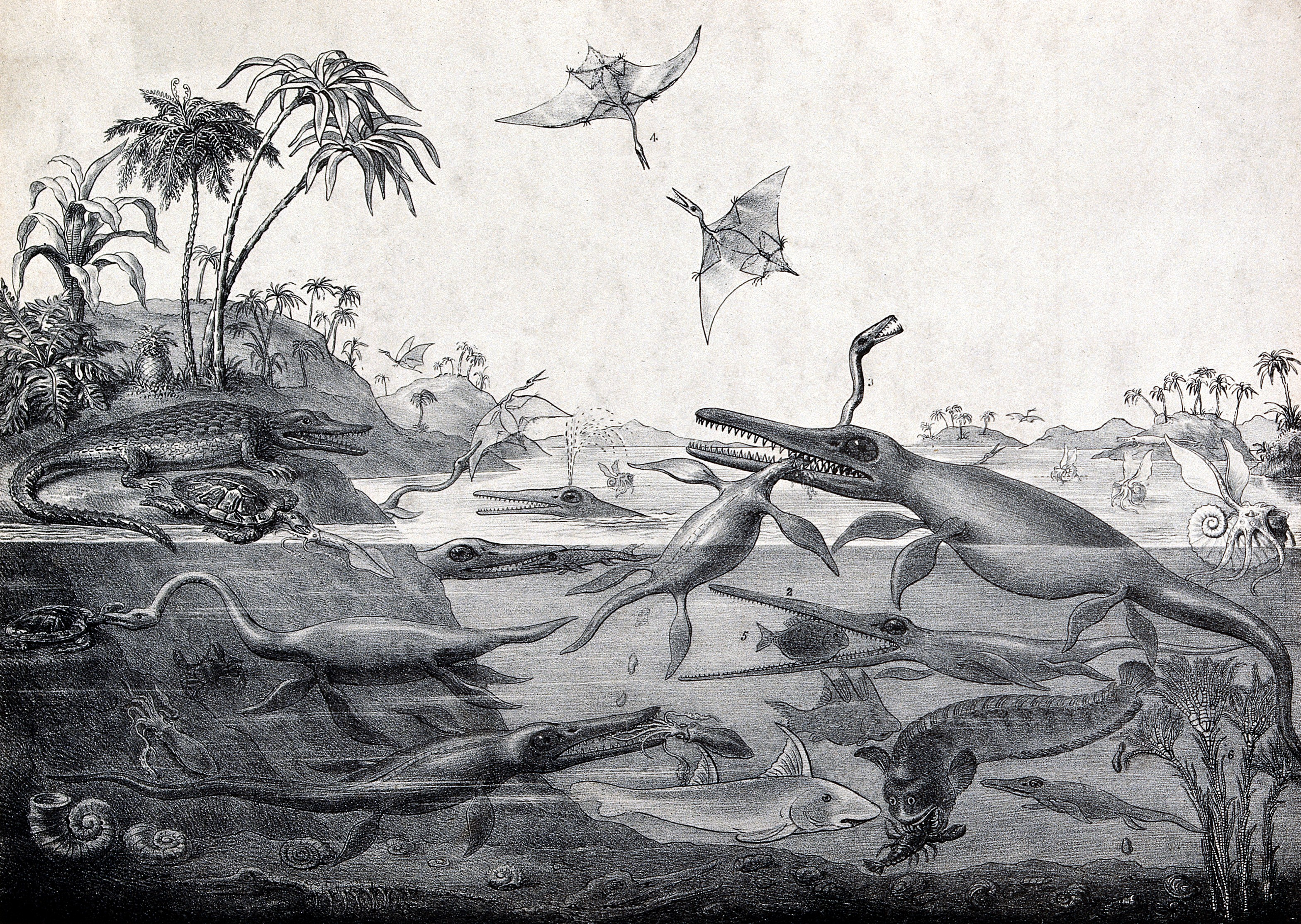
Duria Antiquior. Litografi av Georg Johann Scharf efter De la Beches akvarell.

Fossiljägaren Mary Anning upptäckte att stenföremål kallade "besoarstenar" ofta fanns i bukregionen på ichthyosaurieskelett som hittades i Liasformationen i Lyme Regis. Hon noterade också att om man slog sönder sådana stenar så innehöll de ofta fossiliserade fiskben och fjäll, och ibland ben av små ichthyosaurier. Annings observationer fick Buckland att föreslå att det rörde sig om fossiliserad avföring. Han myntade ordet koprolit för dessa och namnet har blivit det vedertagna begreppet för alla fossiliserade exkrementer. Buckland drog också slutsatsen att spiralmönstren på fossilen kom av att ichthyosaurier hade spiralformade åsar i tarmarna, precis som dagens hajar, och att vissa av dem var svarta berodde på att de förtärt bläcksäckar från belemniter. Utifrån dessa antaganden beskrev han livfullt näringskedjan i det liassiska havet, vilket inspirerade Henry De la Beche att måla Duria Antiquior, den första avbildningen av en scen från det avlägset förflutna. Efter att De la Beche fått gjort en litografi efter sin originalakvarell hade Buckland ett förråd av trycken till hands för att cirkulera vid sina föreläsningar. Han diskuterade även andra liknande fynd från andra formationer, inklusive de fossiliserade exkrementerna av hyenor från Kirkdalegrottan. Han drog slutsatsen:
In all these various formations our Coprolites form records of warfare, waged by successive generations of inhabitants of our planet on one another: the imperishable phosphate of lime, derived from their digested skeletons, has become embalmed in the substance and foundations of the everlasting hills; and the general law of Nature which bids all to eat and be eaten in their turn, is shown to have been co-extensive with animal existence on our globe; the Carnivora in each period of the world's history fulfilling their destined office, – to check excess in the progress of life, and maintain the balance of creation.

Buckland hade hjälpt och uppmuntrat Roderick Murchison i några år och 1831 kunde han föreslå honom en bra utgångspunkt i södra Wales för dennes undersökningar av sedimentbergarterna som låg under de sekundära avlagringarna från reptilernas era. Murchison skulle senare komma att kalla dessa lager, som utmärktes av marina fossil av ryggradslösa djur, för siluriska efter en stam som levat i området århundraden tidigare. Buckland var 1832 ordförande vid British Association for the Advancement of Sciences andra möte, som hölls i Oxford.

## Bridgewateravhandlingen
Buckland anlitades för att skriva den sjätte av de åtta Bridgewateravhandlingarna, "Om Guds Makt, Visdom och Godhet som den manifesteras i Skapelsen", den enda av dem som behandlade geologi. Detta tog honom nästan fem år av arbete och den publicerades 1836 med titeln Geologi och mineralogi betraktade i förhållande till naturlig teologi ("Geology and Mineralogy considered with reference to Natural Theology"). Hans verk innehöll en detaljerad sammanställning av hans diluviumteori en sorts "day-age", "gap-" och typ av progressiv kreationism där fossilföljden förklarades med en serie successiva gudomliga skapelser som förberedde jorden för människorna. I förordet uttryckte han ändamålsargumentet genom att hävda att eftersom de organismer som levt före människan var så lika och närbesläktade med de som lever idag bevisar Guds existens:
The myriads of petrified Remains which are disclosed by the researches of Geology all tend to prove that our Planet has been occupied in times preceding the Creation of the Human Race, by extinct species of Animals and Vegetables, made up, like living Organic Bodies, of 'Clusters of Contrivances,' which demonstrate the exercise of stupendous Intelligence and Power. They further show that these extinct forms of Organic Life were so closely allied, by Unity in the principles of their construction, to Classes, Orders, and Families, which make up the existing Animal and Vegetable Kingdoms, that they not only afford an argument of surpassing force, against the doctrines of the Atheist and Polytheist; but supply a chain of connected evidence, amounting to demonstration, of the continuous Being, and of many of the highest Attributes of the One Living and True God.

## Buckland och Darwin
Buckland diskuterade Galapagos landleguaner och havsleguaner med Charles Darwin (som kom hem med HMS Beagle 1836, samma år som Bucklands Bridgewateravhandling gavs ut). Han rekommenderade också Darwins avhandling om daggmaskarnas roll för jordbildning för publikation och hyllade det som "en ny och viktig teori för att förklara fenomen som förekommer överallt på jorden - faktiskt en ny Geologisk Kraft", medan han motsatte sig Darwins idéer om att krita bildas genom att marina organismer på ett liknande sätt förtär koraller. Darwin var i övrigt inte speciellt förtjust i Buckland och han skrev "Jag tyckte om de flesta av dem [de ledande geologerna], med undantag för Buckland, som, fastän han var godmodig och välvillig, föreföll mig vulgär och nästan grov. Han drevs mera av en strävan efter berömmelse än av kärlek till vetenskapen, vilket ibland fick honom att uppträda som en clown. Han var dock inte självisk i sin strävan efter berömmelse..."

## Anhängare av Agassiz' nedisning
Vid den här tiden, i mitten av 1830-talet, hade Buckland blivit en betydande och inflytelserik vetenskaplig celebritet och var vän med den brittiske premiärministern Robert Peel. Tillsammans med Adam Sedgwick och Charles Lyell skrev han i juni 1835 rapporten som ledde till bildandet av den geologiska undersökningen av Storbritannien, Ordnance Geological Survey med Henry De la Beche som chef en månad senare.
Efter att ha fattat intresse för Louis Agassiz' teori att slipade och repade klipphällar liväl som transporterat material var resultatet av forntida glaciärer reste Buckland till Schweiz 1838 för att träffa Agassiz och studera det med egna ögon. Han blev övertygad och mindes vad han sett i Skottland, Wales och norra England, men tidigare ansett som bildningar av syndafloden. Agassiz kom till British Associations möte i Glasgow för att föreläsa om sina teorier 1840 och efter mötet gjorde han och Buckland en rundresa i Skottland och fann belägg för en tidigare glaciation. Detta år hade Buckland återigen blivit ordförande för Geological Society och, trots den negativa reaktionen på hans presentation av teorin, var han tillfreds med att en nedisning hade varit upphov till en stor del av ytavlagringarna i Storbritannien.
Sir Robert Peel insatte honom 1845 på den lediga platsen som dekan av Westminster Abbey som efterträdare till Samuel Wilberforce. Kort därefter installerades han i en bostad i Islip, en befordran som medföljde tjänsten. Som dekan var Buckland inblandad i reparationer och underhåll av Westminster Abbey och predikade också för lokalbefolkningen i Islip, samtidigt som han höll geologiföreläsningar i Oxford. Han utsågs till styrelseledamot (trustee) för British Museum och 1848 tilldelades han Wollastonmedaljen av Geological Society of London.
Hans hälsa började svikta under 1849, kanske på grund av överbelastning till följd av mångsyssleriet, och han blev deprimerad och apatisk. Hans läkare rekommenderade honom att dra sig tillbaka till Islip, men hans hälsa förämrades alltmer och han dog den 14 augusti 1856. Han begravdes på en plats som han själv valt ut på St Nicholas kyrkogård, Islip, men när graven skulle grävas visade det sig att den jurassiska kalkstenen började strax under markytan och man fick använda sprängmedel för att gräva hans grav. Hans hustru Mary dog året därpå, den 30 november 1857, och delar grav med sin make.

## Excentrikern Buckland

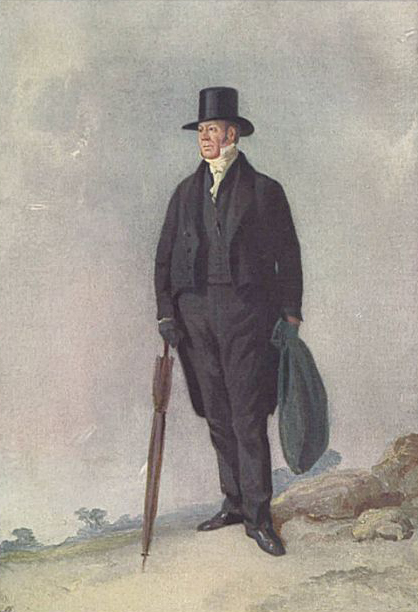
William Buckland i fältmundering.

Det finns många historier kring Willam Buckland, förutom att deras hem var fyllt av djur - levande, döda och förstenade, som nämnts ovan.
Buckland föredrog att utföra sitt fältarbete iklädd full akademisk mundering med kåpa och cylinderhatt - och en stor blå tygväska som innehöll hans utrustning. Hans föreläsningar brukade vara livliga och Buckland imiterade ofta hur han föreställde sig att de djur han talade om rörde sig.
Han hade ett bord med inlagda koproliter - skivan finns utställd på Lyme Regis Museum.
Den mest kända excentriciteten är att han "åt sig genom djurriket". "Underliga djur strök omkring överallt i huset och kurade i hörnen, och deras ännu underligare kött hittade till slut fram till matbordet". John Ruskin berättar att två "carolinaödlor" höll bordet rent från flugor och beklagar att han missade en frukost med mus på rostat bröd på grund av andra engagemang. Hans son, Frank Buckland, förde traditionen vidare. En av de historier om vad William Buckland åt, som mullvad, spyflugor och en fransk kungs hjärta, härstammar från den kände anekdotberättaren Augustus Hare och bör kanske tas med en nypa salt. Sammanblandning mellan William och Frank Buckland är också vanlig och historierna tenderar att bättras på.

## "Eftermäle"

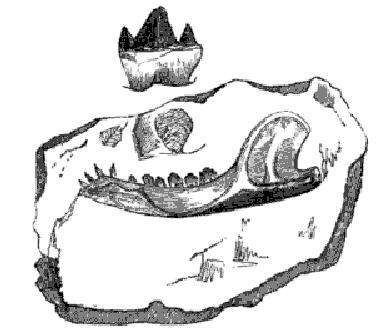
Käke av Phascolotherium bucklandi, ur Mantells Wonders of Geology 1848.

Bland de organismer som bär Bucklands namn märks främst dinosauriearten Megalosaurus bucklandii som fick sitt artnamn av Gideon Mantell 1827. Andra fossila djur innefattar dinosaurien Poikilopleuron bucklandii från Frankrike, det lilla däggdjuret Phascolotherium bucklandi från Stonesfield (som Buckland hittade i samma lager som Megalosaurus och som därför uppenbarligen levt under "reptilernas tidsålder") och ammoniten Arietites bucklandi. Av nulevande djur kan nämnas viveln Platonyx bucklandii och svampdjuret Dercitus bucklandi. 
Det jurassiska kottepalmsläktet Bucklandia har fått sitt namn till minne av William Buckland, liksom arten B. bucklandi i detta släkte.
Dorsum Buckland, en 396 km lång ås (dorsum) i Mare Serenitatis  på månen, har uppkallats efter William Buckland.
Buckland Island (idag Ani-Jima), bland Boninöarna (Ogasawara-Jima), uppkallades efter honom av kapten Frederick William Beechey den 9 juni 1827.
Auktorsnamnet Buckland kan användas för William Buckland i samband med ett vetenskapligt namn inom botaniken; se Wikipediaartiklar som länkar till auktorsnamnet.